# Miguel Mea Vitali
Miguel Ángel Mea Vitali (Caracas, 19 febbraio 1981) è un ex calciatore venezuelano, di ruolo centrocampista.

## Biografia
È fratello di Rafael Mea Vitali, anch'egli calciatore.

## Carriera

### Club
Inizia la sua carriera nel Caracas FC, squadra della sua città natale, per poi trasferirsi nel 2000 al Unió Esportiva Lleida in Spagna. Nel gennaio 2002 approda per la prima volta in Italia giocando per alcuni mesi tra le file del Poggibonsi, nella Serie C2 2001-2002. Dopo una stagione di nuovo in patria al Caracas FC ed un'altra in Argentina con il Chacarita Juniors, nell'estate 2004 torna in Italia firmando per l'Ancona in Serie B. Purtroppo dopo tre settimane di ritiro la società marchigiana fallisce e così negli ultimi giorni di mercato Mea Vitali viene messo sotto contratto dalla Lazio del neopresidente Claudio Lotito. Nella prima parte della Serie A 2004-2005 non gioca nessuna partita, chiuso da giocatori più esperti e di maggior livello; di conseguenza nel mercato invernale viene dato in prestito al Sora, con cui riesce a giocare sei partite nel campionato di Serie C1 2004-2005. Nonostante un altro anno e mezzo di contratto con i biancocelesti decide comunque di lasciare l'Italia per avere maggior spazio. Per una stagione milita in Grecia nel Levadeiakos e poi, dopo due stagioni in patria con l'Unión Atlético Maracaibo, nel 2008 torna per l'ultima volta in Europa giocando per una stagione in Liechtenstein nel Vaduz. Nel 2009 torna definitivamente in patria, giocando prima nell'Aragua e poi nel Deportivo Lara e terminando infine la carriera con il Caracas FC.

### Nazionale
Ha militato nella Nazionale venezuelana da quando aveva 18 anni, dal 1999 al 2012, collezionando 86 presenze ed 1 gol. Con la Vinotinto ha partecipato a quattro edizioni consecutive della Copa América (1999, 2001, 2004 e 2007), ottenendo come miglior risultato i quarti di finale raggiunti nell'edizione casalinga del 2007.

## Statistiche

### Cronologia presenze e reti in nazionale
| Cronologia completa delle presenze e delle reti in nazionale ― Venezuela | Cronologia completa delle presenze e delle reti in nazionale ― Venezuela | Cronologia completa delle presenze e delle reti in nazionale ― Venezuela | Cronologia completa delle presenze e delle reti in nazionale ― Venezuela | Cronologia completa delle presenze e delle reti in nazionale ― Venezuela | Cronologia completa delle presenze e delle reti in nazionale ― Venezuela | Cronologia completa delle presenze e delle reti in nazionale ― Venezuela | Cronologia completa delle presenze e delle reti in nazionale ― Venezuela |
| Data                                                                     | Città                                                                    | In casa                                                                  | Risultato                                                                | Ospiti                                                                   | Competizione                                                             | Reti                                                                     | Note                                                                     |
| ------------------------------------------------------------------------ | ------------------------------------------------------------------------ | ------------------------------------------------------------------------ | ------------------------------------------------------------------------ | ------------------------------------------------------------------------ | ------------------------------------------------------------------------ | ------------------------------------------------------------------------ | ------------------------------------------------------------------------ |
| 19-5-1999                                                                | Portoviejo                                                               | Ecuador                                                                  | 0 – 2                                                                    | Venezuela                                                                | Amichevole                                                               | -                                                                        | 71’                                                                      |
| 23-6-1999                                                                | Lima                                                                     | Perù                                                                     | 3 – 0                                                                    | Venezuela                                                                | Amichevole                                                               | -                                                                        |                                                                          |
| 6-7-1999                                                                 | Ciudad del Este                                                          | Messico                                                                  | 3 – 1                                                                    | Venezuela                                                                | Coppa America 1999 - 1º turno                                            | -                                                                        |                                                                          |
| 25-8-1999                                                                | Sucre                                                                    | Bolivia                                                                  | 0 – 0                                                                    | Venezuela                                                                | Amichevole                                                               | -                                                                        |                                                                          |
| 8-9-1999                                                                 | Montevideo                                                               | Uruguay                                                                  | 2 – 0                                                                    | Venezuela                                                                | Amichevole                                                               | -                                                                        |                                                                          |
| 28-9-1999                                                                | Port-au-Prince                                                           | Haiti                                                                    | 3 – 2                                                                    | Venezuela                                                                | Amichevole                                                               | -                                                                        |                                                                          |
| 22-3-2000                                                                | Villahermosa                                                             | Messico                                                                  | 1 – 0                                                                    | Venezuela                                                                | Amichevole                                                               | -                                                                        | 46’                                                                      |
| 29-3-2000                                                                | Quito                                                                    | Ecuador                                                                  | 2 – 0                                                                    | Venezuela                                                                | Qual. Mondiali 2002                                                      | -                                                                        | 62’                                                                      |
| 26-4-2000                                                                | Maracaibo                                                                | Venezuela                                                                | 0 – 4                                                                    | Argentina                                                                | Qual. Mondiali 2002                                                      | -                                                                        |                                                                          |
| 31-5-2000                                                                | San Cristóbal                                                            | Venezuela                                                                | 3 – 1                                                                    | Panama                                                                   | Amichevole                                                               | -                                                                        |                                                                          |
| 4-6-2000                                                                 | Bogotà                                                                   | Colombia                                                                 | 3 – 0                                                                    | Venezuela                                                                | Qual. Mondiali 2002                                                      | -                                                                        | 65’                                                                      |
| 21-6-2000                                                                | Panama                                                                   | Panama                                                                   | 2 – 0                                                                    | Venezuela                                                                | Amichevole                                                               | -                                                                        |                                                                          |
| 28-6-2000                                                                | San Cristóbal                                                            | Venezuela                                                                | 4 – 2                                                                    | Bolivia                                                                  | Qual. Mondiali 2002                                                      | 1                                                                        |                                                                          |
| 5-7-2000                                                                 | Monterrey                                                                | Messico                                                                  | 2 – 1                                                                    | Venezuela                                                                | Amichevole                                                               | -                                                                        | 86’                                                                      |
| 18-7-2000                                                                | Montevideo                                                               | Uruguay                                                                  | 3 – 1                                                                    | Venezuela                                                                | Qual. Mondiali 2002                                                      | -                                                                        |                                                                          |
| 25-7-2000                                                                | San Cristóbal                                                            | Venezuela                                                                | 0 – 2                                                                    | Cile                                                                     | Qual. Mondiali 2002                                                      | -                                                                        | 72’                                                                      |
| 16-8-2000                                                                | Lima                                                                     | Perù                                                                     | 1 – 0                                                                    | Venezuela                                                                | Qual. Mondiali 2002                                                      | -                                                                        | 80’                                                                      |
| 2-9-2000                                                                 | Asunción                                                                 | Paraguay                                                                 | 3 – 0                                                                    | Venezuela                                                                | Qual. Mondiali 2002                                                      | -                                                                        | 52’                                                                      |
| 15-11-2000                                                               | Maracaibo                                                                | Venezuela                                                                | 1 – 2                                                                    | Ecuador                                                                  | Qual. Mondiali 2002                                                      | -                                                                        | 46’                                                                      |
| 28-3-2001                                                                | Buenos Aires                                                             | Argentina                                                                | 5 – 0                                                                    | Venezuela                                                                | Qual. Mondiali 2002                                                      | -                                                                        | 73’                                                                      |
| 18-4-2001                                                                | Alajuela                                                                 | Costa Rica                                                               | 2 – 2                                                                    | Venezuela                                                                | Amichevole                                                               | -                                                                        | 61’                                                                      |
| 24-4-2001                                                                | San Cristóbal                                                            | Venezuela                                                                | 2 – 2                                                                    | Colombia                                                                 | Qual. Mondiali 2002                                                      | -                                                                        | 61’                                                                      |
| 3-6-2001                                                                 | La Paz                                                                   | Bolivia                                                                  | 5 – 0                                                                    | Venezuela                                                                | Qual. Mondiali 2002                                                      | -                                                                        |                                                                          |
| 11-7-2001                                                                | Barranquilla                                                             | Colombia                                                                 | 2 – 0                                                                    | Venezuela                                                                | Coppa America 2001 - 1º turno                                            | -                                                                        |                                                                          |
| 14-7-2001                                                                | Barranquilla                                                             | Cile                                                                     | 1 – 0                                                                    | Venezuela                                                                | Coppa America 2001 - 1º turno                                            | -                                                                        | 76’                                                                      |
| 17-7-2001                                                                | Barranquilla                                                             | Ecuador                                                                  | 4 – 0                                                                    | Venezuela                                                                | Coppa America 2001 - 1º turno                                            | -                                                                        | 74’                                                                      |
| 14-8-2001                                                                | Maracaibo                                                                | Venezuela                                                                | 2 – 0                                                                    | Uruguay                                                                  | Qual. Mondiali 2002                                                      | -                                                                        | 22’                                                                      |
| 4-9-2001                                                                 | Santiago del Cile                                                        | Cile                                                                     | 0 – 2                                                                    | Venezuela                                                                | Qual. Mondiali 2002                                                      | -                                                                        |                                                                          |
| 6-10-2001                                                                | San Cristóbal                                                            | Venezuela                                                                | 3 – 0                                                                    | Perù                                                                     | Qual. Mondiali 2002                                                      | -                                                                        |                                                                          |
| 8-11-2001                                                                | San Cristóbal                                                            | Venezuela                                                                | 3 – 1                                                                    | Paraguay                                                                 | Qual. Mondiali 2002                                                      | -                                                                        |                                                                          |
| 14-11-2001                                                               | São Luís                                                                 | Brasile                                                                  | 3 – 0                                                                    | Venezuela                                                                | Qual. Mondiali 2002                                                      | -                                                                        |                                                                          |
| 7-5-2002                                                                 | Caracas                                                                  | Venezuela                                                                | 0 – 0                                                                    | Colombia                                                                 | Amichevole                                                               | -                                                                        | 46’                                                                      |
| 20-10-2002                                                               | Caracas                                                                  | Venezuela                                                                | 2 – 0                                                                    | Ecuador                                                                  | Amichevole                                                               | -                                                                        | 83’                                                                      |
| 20-11-2002                                                               | Caracas                                                                  | Venezuela                                                                | 1 – 0                                                                    | Uruguay                                                                  | Amichevole                                                               | -                                                                        | 18’                                                                      |
| 2-4-2003                                                                 | Caracas                                                                  | Venezuela                                                                | 2 – 0                                                                    | Giamaica                                                                 | Amichevole                                                               | -                                                                        |                                                                          |
| 30-4-2003                                                                | San Cristóbal                                                            | Venezuela                                                                | 2 – 0                                                                    | Trinidad e Tobago                                                        | Amichevole                                                               | -                                                                        |                                                                          |
| 26-7-2003                                                                | Watford                                                                  | Nigeria                                                                  | 1 – 0                                                                    | Venezuela                                                                | Amichevole                                                               | -                                                                        | 77’                                                                      |
| 20-8-2003                                                                | Maracaibo                                                                | Venezuela                                                                | 3 – 2                                                                    | Haiti                                                                    | Amichevole                                                               | -                                                                        | 46’                                                                      |
| 6-9-2003                                                                 | Quito                                                                    | Ecuador                                                                  | 2 – 0                                                                    | Venezuela                                                                | Qual. Mondiali 2006                                                      | -                                                                        |                                                                          |
| 15-11-2003                                                               | Barranquilla                                                             | Colombia                                                                 | 0 – 1                                                                    | Venezuela                                                                | Qual. Mondiali 2006                                                      | -                                                                        | 1’ 7’                                                                    |
| 10-3-2004                                                                | Maracaibo                                                                | Venezuela                                                                | 2 – 1                                                                    | Honduras                                                                 | Amichevole                                                               | -                                                                        | 80’                                                                      |
| 28-4-2004                                                                | Kingston                                                                 | Giamaica                                                                 | 2 – 1                                                                    | Venezuela                                                                | Amichevole                                                               | -                                                                        | 72’                                                                      |
| 6-6-2004                                                                 | Lima                                                                     | Perù                                                                     | 0 – 0                                                                    | Venezuela                                                                | Qual. Mondiali 2006                                                      | -                                                                        |                                                                          |
| 6-7-2004                                                                 | Lima                                                                     | Venezuela                                                                | 0 – 1                                                                    | Colombia                                                                 | Coppa America 2004 - 1º turno                                            | -                                                                        |                                                                          |
| 9-7-2004                                                                 | Lima                                                                     | Perù                                                                     | 3 – 1                                                                    | Venezuela                                                                | Coppa America 2004 - 1º turno                                            | -                                                                        | 59’, 76’                                                                 |
| 21-12-2004                                                               | Caracas                                                                  | Venezuela                                                                | 0 – 1                                                                    | Guatemala                                                                | Amichevole                                                               | -                                                                        | 46’                                                                      |
| 9-2-2005                                                                 | Maracaibo                                                                | Venezuela                                                                | 3 – 0                                                                    | Estonia                                                                  | Amichevole                                                               | -                                                                        | 64’                                                                      |
| 25-5-2005                                                                | Caracas                                                                  | Venezuela                                                                | 1 – 1                                                                    | Panama                                                                   | Amichevole                                                               | -                                                                        | 77’ 89’                                                                  |
| 18-8-2005                                                                | Guayaquil                                                                | Ecuador                                                                  | 3 – 1                                                                    | Venezuela                                                                | Amichevole                                                               | -                                                                        | 46’                                                                      |
| 5-5-2006                                                                 | Pasadena                                                                 | Messico                                                                  | 1 – 0                                                                    | Venezuela                                                                | Amichevole                                                               | -                                                                        |                                                                          |
| 26-5-2006                                                                | Cleveland                                                                | Stati Uniti                                                              | 2 – 0                                                                    | Venezuela                                                                | Amichevole                                                               | -                                                                        | 46’                                                                      |
| 2-9-2006                                                                 | Basilea                                                                  | Svizzera                                                                 | 1 – 0                                                                    | Venezuela                                                                | Amichevole                                                               | -                                                                        | 12’                                                                      |
| 6-9-2006                                                                 | Basilea                                                                  | Austria                                                                  | 0 – 1                                                                    | Venezuela                                                                | Amichevole                                                               | -                                                                        | 82’                                                                      |
| 27-9-2006                                                                | Maracaibo                                                                | Venezuela                                                                | 1 – 0                                                                    | Uruguay                                                                  | Amichevole                                                               | -                                                                        |                                                                          |
| 18-10-2006                                                               | Montevideo                                                               | Uruguay                                                                  | 4 – 0                                                                    | Venezuela                                                                | Amichevole                                                               | -                                                                        | 90’                                                                      |
| 15-11-2006                                                               | Caracas                                                                  | Venezuela                                                                | 2 – 1                                                                    | Guatemala                                                                | Amichevole                                                               | -                                                                        | 57’                                                                      |
| 14-1-2007                                                                | Maracaibo                                                                | Venezuela                                                                | 2 – 0                                                                    | Svezia                                                                   | Amichevole                                                               | -                                                                        |                                                                          |
| 7-2-2007                                                                 | Maracaibo                                                                | Venezuela                                                                | 0 – 1                                                                    | Cile                                                                     | Amichevole                                                               | -                                                                        | 68’                                                                      |
| 28-2-2007                                                                | San Diego                                                                | Messico                                                                  | 3 – 1                                                                    | Venezuela                                                                | Amichevole                                                               | -                                                                        | 46’                                                                      |
| 25-5-2007                                                                | Mérida                                                                   | Venezuela                                                                | 2 – 1                                                                    | Honduras                                                                 | Amichevole                                                               | -                                                                        | 46’                                                                      |
| 1-6-2007                                                                 | Maracaibo                                                                | Venezuela                                                                | 2 – 2                                                                    | Canada                                                                   | Amichevole                                                               | -                                                                        | 60’                                                                      |
| 26-6-2007                                                                | San Cristóbal                                                            | Venezuela                                                                | 2 – 2                                                                    | Bolivia                                                                  | Coppa America 2007 - 1º turno                                            | -                                                                        |                                                                          |
| 30-6-2007                                                                | San Cristóbal                                                            | Venezuela                                                                | 2 – 0                                                                    | Perù                                                                     | Coppa America 2007 - 1º turno                                            | -                                                                        |                                                                          |
| 3-7-2007                                                                 | Mérida                                                                   | Venezuela                                                                | 0 – 0                                                                    | Uruguay                                                                  | Coppa America 2007 - 1º turno                                            | -                                                                        | 41’ 76’                                                                  |
| 7-7-2007                                                                 | San Cristóbal                                                            | Venezuela                                                                | 1 – 4                                                                    | Uruguay                                                                  | Coppa America 2007 - Quarti di finale                                    | -                                                                        | 76’                                                                      |
| 22-8-2007                                                                | Ciudad del Este                                                          | Paraguay                                                                 | 1 – 1                                                                    | Venezuela                                                                | Amichevole                                                               | -                                                                        | 78’                                                                      |
| 8-9-2007                                                                 | Puerto Ordaz                                                             | Venezuela                                                                | 3 – 2                                                                    | Paraguay                                                                 | Amichevole                                                               | -                                                                        |                                                                          |
| 12-9-2007                                                                | Puerto La Cruz                                                           | Venezuela                                                                | 1 – 1                                                                    | Panama                                                                   | Amichevole                                                               | -                                                                        | 59’                                                                      |
| 13-10-2007                                                               | Quito                                                                    | Ecuador                                                                  | 0 – 1                                                                    | Venezuela                                                                | Qual. Mondiali 2010                                                      | -                                                                        | 80’                                                                      |
| 16-10-2007                                                               | Maracaibo                                                                | Venezuela                                                                | 0 – 2                                                                    | Argentina                                                                | Qual. Mondiali 2010                                                      | -                                                                        |                                                                          |
| 17-11-2007                                                               | Bogotà                                                                   | Colombia                                                                 | 1 – 0                                                                    | Venezuela                                                                | Qual. Mondiali 2010                                                      | -                                                                        |                                                                          |
| 20-11-2007                                                               | San Cristóbal                                                            | Venezuela                                                                | 5 – 3                                                                    | Bolivia                                                                  | Qual. Mondiali 2010                                                      | -                                                                        | 60’                                                                      |
| 30-4-2008                                                                | Bucaramanga                                                              | Colombia                                                                 | 5 – 2                                                                    | Venezuela                                                                | Amichevole                                                               | -                                                                        | 63’                                                                      |
| 30-5-2008                                                                | Fort Lauderdale                                                          | Venezuela                                                                | 1 – 1                                                                    | Honduras                                                                 | Amichevole                                                               | -                                                                        | 62’                                                                      |
| 6-6-2008                                                                 | Foxborough                                                               | Brasile                                                                  | 0 – 2                                                                    | Venezuela                                                                | Amichevole                                                               | -                                                                        | 77’                                                                      |
| 9-6-2008                                                                 | Willemstad                                                               | Antille Olandesi                                                         | 0 – 1                                                                    | Venezuela                                                                | Amichevole                                                               | -                                                                        | 58’                                                                      |
| 14-6-2008                                                                | Montevideo                                                               | Uruguay                                                                  | 1 – 1                                                                    | Venezuela                                                                | Qual. Mondiali 2010                                                      | -                                                                        |                                                                          |
| 19-6-2008                                                                | Puerto La Cruz                                                           | Venezuela                                                                | 2 – 3                                                                    | Cile                                                                     | Qual. Mondiali 2010                                                      | -                                                                        | 80’                                                                      |
| 20-8-2008                                                                | Puerto La Cruz                                                           | Venezuela                                                                | 4 – 1                                                                    | Siria                                                                    | Amichevole                                                               | -                                                                        | 69’                                                                      |
| 6-9-2008                                                                 | Lima                                                                     | Perù                                                                     | 1 – 0                                                                    | Venezuela                                                                | Qual. Mondiali 2010                                                      | -                                                                        | 30’ 71’                                                                  |
| 9-9-2008                                                                 | Asunción                                                                 | Paraguay                                                                 | 2 – 0                                                                    | Venezuela                                                                | Qual. Mondiali 2010                                                      | -                                                                        |                                                                          |
| 12-10-2008                                                               | San Cristóbal                                                            | Venezuela                                                                | 0 – 4                                                                    | Brasile                                                                  | Qual. Mondiali 2010                                                      | -                                                                        | 70’                                                                      |
| 22-12-2011                                                               | Barquisimeto                                                             | Venezuela                                                                | 0 – 2                                                                    | Costa Rica                                                               | Amichevole                                                               | -                                                                        |                                                                          |
| 21-1-2012                                                                | Glendale                                                                 | Stati Uniti                                                              | 1 – 0                                                                    | Venezuela                                                                | Amichevole                                                               | -                                                                        | 44’ 78’                                                                  |
| 25-1-2012                                                                | Houston                                                                  | Messico                                                                  | 3 – 1                                                                    | Venezuela                                                                | Amichevole                                                               | -                                                                        |                                                                          |
| 29-2-2012                                                                | Malaga                                                                   | Spagna                                                                   | 5 – 0                                                                    | Venezuela                                                                | Amichevole                                                               | -                                                                        | 81’                                                                      |
| Totale                                                                   |                                                                          | Presenze                                                                 | 86                                                                       |                                                                          | Reti                                                                     | 1                                                                        |                                                                          |

## Palmarès

### Club
- Campionato venezuelano: 2

Caracas: 2002-2003
Deportivo Lara: 2011-2012
- Coppa del Liechtenstein: 1

Vaduz: 2009